# Plagiosiphon
Genre
Classification phylogénétique
Synonymes
- Tripetalanthus A. Chev[2].

Plagiosiphon est un genre de plantes à fleurs dicotylédones de la famille des Fabaceae, sous-famille des Caesalpinioideae, originaire d'Afrique, qui comprend cinq espèces acceptées.

## Liste d'espèces
Selon The Plant List (23 novembre 2018) :
- Plagiosiphon discifer Harms
- Plagiosiphon emarginatus (Hutch. & Dalziel) J.Leonard
- Plagiosiphon gabonensis (A.Chev.) J.Leonard
- Plagiosiphon longitubus (Harms) J.Leonard
- Plagiosiphon multijugus (Harms) J.Leonard